# 函南町

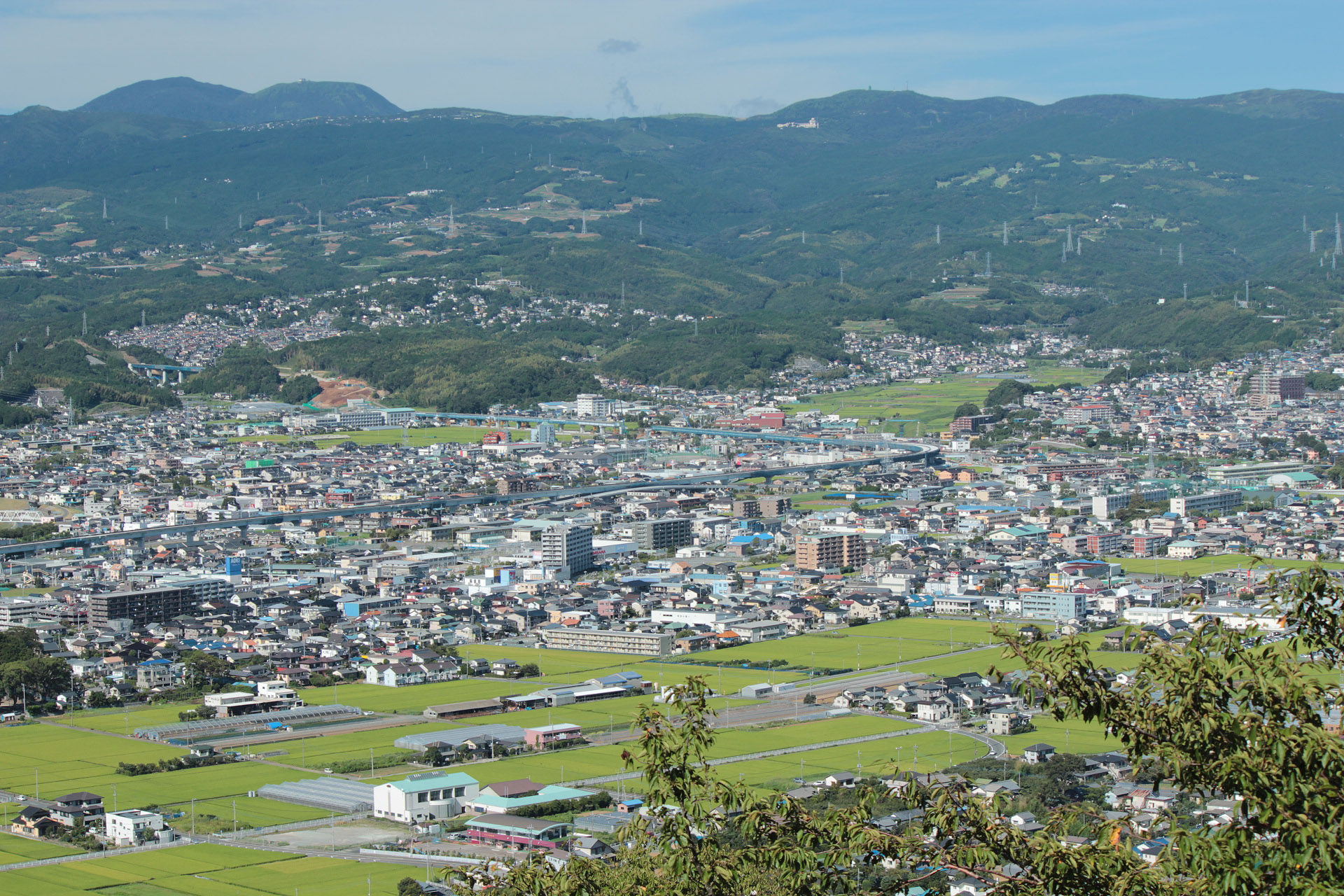
函南町中心部

函南町（かんなみちょう）は、静岡県東部の田方郡に属する町。神奈川県に接し、近隣の沼津市や三島市などとともに、県東部の中心都市部を形成する。

## 地理
静岡県東部の伊豆半島の玄関口に位置しており、町名は箱根（別名：函嶺）の南に由来する。
箱根山の山頂から西方向に、山間地、丘陵地、平坦地の順に分けられ、山間地は鞍掛山や玄岳に囲まれた豊かな自然環境を有している。町の中間に位置する丘陵地は、なだらかな台地が続く畑作地帯である。平坦地は田方平野の一角をなしており、水田地帯であるとともに、人口の約60 %が集中する市街地が形成されている。西部は狩野川、深沢川、来光川に沿った三角州性低地である。
町は近隣の都市のベッドタウン要素が強く、国鉄東海道本線の丹那トンネル開通と三島駅移転・函南駅開業（1934年（昭和9年）12月）後、急速に発展した。町の北東部にある函南駅は東京駅から直線で約100キロメートル圏内の距離に位置し、南関東や東京都心部への通勤も可能である。町の東側に広がる急峻な山地には別荘地も発展している。
市街地は町を東西に走る熱函道路と、田方平野を南北に走る国道136号沿いに広がり、三島市から商業地や住宅地が続く。

### 主な地形
- 山: 箱根山、鞍掛山、玄岳、丹那山地、静浦山地
- 河川: 狩野川、来光川、柿沢川
- その他: 丹那断層、丹那盆地、氷ヶ池、田方平野

### 地質
山間地、丘陵地の大部分が第四紀の火山砕屑物で形成され、安山岩、火山岩、ローム層及び軽石層からなり、火山帯が南北に走り北伊豆断層帯に丹那断層をはじめとした複数の断層を含む。平坦地は、狩野川及びその支流の来光川、柿沢川によって運ばれた土砂が堆積した第四紀新層の沖積土からなる。

### 気候
比較的海岸に近い地域であるが、日中と夜間の気温差は大きく、盆地型の内陸性気候の傾向がある。特に、冬の夜間の冷え込みは厳しく、年平均気温は静岡県内の他の地域と比較してやや低い傾向にある。年間降水量は、約1700 mmから2000 mm程度、年間を通して最も多い風向きは東寄りと西寄りで、秋から冬にかけて比較的弱いが、低気圧の通過に伴い、一時的に西南西の強風が吹く事もある。

### 隣接している自治体
- 静岡県 ： 沼津市、三島市、熱海市、伊豆の国市
- 神奈川県 ： 足柄下郡箱根町、湯河原町

## 歴史

### 古代
- 先史時代の遺跡は、桑原・上沢など箱根山西南麓の緩斜地帯にある。縄文・弥生時代の遺跡は各所にみられ、平井にあるNTT東日本伊豆病院敷地内から、弥生時代末期から奈良時代にかけての住居跡も発見されている。
- 古墳としては、静岡県最大規模の柏谷横穴群があり、7世紀前半から8世紀初頭のものが多いため、律令時代に活躍した占部氏（伊豆出身）との関連が指摘されている。

### 平安時代・鎌倉時代
- 1180年（治承4年）石橋山の戦いで敗れた北条宗時は、土肥山から伊豆国の平井（現在の函南町平井）を経て、早河の辺りで平氏方の伊東祐親軍に包囲され、平井の小武士小平井久重に討取られた。大竹の神戸坂にある二基の五輪塔は、討取られた北条宗時と狩野工藤介茂光の墓と言われている。
- 1202年（建仁2年）6月に、宗時の父北条時政は、夢のお告げがあったとして菩提を弔うために桑原に来ている。
- 現在の函南町域の土豪仁田氏は、古くから函南の歴史に関わってきた。特に、仁田四郎忠常は、1193年（建久4年）富士の巻狩りでの猪退治、建久4年（1193年）の曾我兄弟の仇討ちの際に、兄の曾我祐成を討取った事や富士の人穴探検などの逸話で知られている。函南町仁田には仁田忠常の墓があり、町の史跡となっている。また、仁田忠常、仁田次郎忠俊は、1180年（治承4年）源頼朝の挙兵の時、山木館攻めに従っており、両名は三島夏祭りの「頼朝公旗挙げ行列」の行列にも参加している。
- 上記の仁田氏以外に、土豪として主に肥田郷に肥田宗直、畠郷に新田信綱がいた。特に、肥田宗直は、伊豆直家の係累といい、鎌倉将軍源頼家の側近の中の側近でもあった。新田信綱も、先祖の新田秀綱の兄小野寺通綱が平家討伐に功をあげて源頼朝から畠郷を与えられ、新田秀綱の子通房が畠郷に住み、その子の重房が新田太郎と称し、その子重綱の四男が新田信綱にあたる。
- その他の函南町域の郷村の多くは、鎌倉時代から室町時代初期まで、走湯山の神領であった。丹那郷もその一つであったが、1336年（建武3年）以降、伊豆国の守護と目代を兼帯した祐禅が、三嶋大社の造営役を丹那郷に賦課し、田畠山野を押領して狩猟をほしいままにする事件が起きている。

### 室町時代・安土桃山時代
- 鎌倉公方四代を経て、小田原北条氏の時代になると、函南町域の支配関係が変化した。仁田と肥田は馬廻衆の松田助六郎、畑郷は小田原衆の西原善右衛門、間宮は伊豆衆の秩父次郎左衛門、平井郷は玉縄衆の北条綱成、桑原は御家門方の北条幻庵、丹那と塚本は川越衆の大道寺弥三郎の所領となっており、肥田には松田助六郎の他に、伊豆衆の笠原美作守の所領になっていた。
- 北条氏直の家臣に山口淡路秀房がおり、1590年（元亀18年）の相模小田原城の落城により丹那村の川口教影の養子となり、川口秀房と称して、丹那・畑・田代村の名主となる。なお、秀房は後に、当村域の凶作により領主への年貢減免を直訴し、要求が認められたものの、死罪となった。
- 1590年（元亀18年）に、大土肥、軽井沢、田代、間宮、塚本、肥田の各村が三島代官の支配となる。

### 江戸時代
- 当町域は、1600年（慶長5年）の関ヶ原の戦いまでは、韮山城主内藤信成の領地となっていたが、駿河府中への転封となったのち、大部分が旗本領となり、肥田村が相模小田原藩・相模萩野山中藩領となる。
- 当町域は、1756年（宝暦6年）に水野忠友が沼津に転封した事で、駿河沼津藩が成立して編入、一部が幕府領に編入される。
- 1707年（宝永4年）に、最初の八ケ橋（蛇ヶ橋）が完成。
- 1868年（慶応4年）6月29日：韮山県が設置され、同県所属となる。

### 明治・大正時代
- 1871年（明治4年）11月14日：県の統合により足柄県所属となる。
- 1876年（明治9年）4月18日：県の統合により静岡県所属となる[8]。
- 1881年（明治14年）：仁田常種、川口秋平らによって丹那産馬会社を設立、畑の大洞山に牧場を設ける。
- 1884年（明治17年）：奈古谷村から畑毛村が分離。
- 1889年（明治22年）4月1日：町村制の施行により、田方郡仁田村、畑毛村、肥田村、塚本村、柏谷村、畑村、軽井沢村、桑原村、田代村、大竹村、丹那村、上沢村、平井村、大土肥村、間宮村、駿東郡日守村および君沢郡山中新田の一部（馬坂地区）が合併して、田方郡函南村が発足[9][10]。分村問題、村会議員の総辞職など紛糾を重ねた末の設置であった[9]。
- 1896年（明治29年）
  - 仁田大八郎が仁田信用組合を設立。
  - 駿豆電気が平井に水力発電所を建設、函南村に電灯がついた。なお、丹那トンネルの工事により、水量が減ったため大正末期に閉鎖。
- 1910年（明治43年）：肥田地区から新田が分離し、新田区（地区）となる。
- 1922年（大正11年）：駿豆鉄道伊豆仁田駅が開業。

### 昭和時代（函南村）
- 1926年（昭和元年）：仁田大八郎が、丹那牛乳を東京に売り込む為の伊豆畜産販売購買利用組合を設立。
- 1934年（昭和9年）12月1日：丹那トンネル開通。函南駅を設置。
- 1934年（昭和9年）6月：水騒擾事件が発生。田植えの水不足のほか、丹那トンネル工事による渇水に対する補償金の問題が加わり、平坦部の住民が大竹・上沢地区を襲撃。石和寅之助村長が心労で辞職。それ以降村長不在という異常事態に静岡県が強制介入。1936年（昭和11年）4月13日に和解した[9]。
- 1952年（昭和27年）4月4日：十国峠北側で第4回全国植樹祭が開催。昭和天皇、香淳皇后の行幸啓があり、ヒノキの植樹が行われた[11][12]。
- 1953年（昭和28年）：丹那中学校が開校[10]。
- 1962年（昭和37年）10月1日：伊豆スカイラインが、熱海峠から巣雲山まで供用開始。

### 昭和時代（函南町）
- 1963年（昭和38年）4月1日：町制施行して、函南町となる。なお、町制施行以前は、「かんなん」や「かんなみ」と読み方がまちまちであったが、町制施行時に「かんなみ」で統一される。
- 1969年（昭和44年）6月18日：町章を制定[10]。
- 1971年（昭和46年）
  - 4月1日：丹那中学校を函南中学校に統合。旧丹那中学校は丹那教場となった後、翌1972年（昭和47年）3月22日廃校[10]。
  - 12月1日：函南町役場庁舎竣工（2005年（平成17年）7月に閉鎖）[10]。
- 1973年（昭和48年）4月1日
  - 熱函道路が供用開始（有料）。
  - 町の木、町の花を制定[10]。
- 1976年（昭和51年）
  - 2月20日：柏谷横穴群が国指定史跡になる[10]。
  - 4月1日：東小学校が開校[13]。
- 1979年（昭和54年）4月1日：西小学校が開校[10]。
- 1982年（昭和57年）4月1日：東中学校が開校[10]。
- 1983年（昭和58年）4月1日：函南町民憲章を制定。
- 1985年（昭和60年）
  - 3月30日：伊豆中央道が供用開始。
  - 10月20日：アメリカ合衆国カリフォルニア州カーマン市と姉妹都市提携。
- 1986年（昭和61年）：函南町中央公民館（函南町文化センター）が供用開始。

### 平成時代

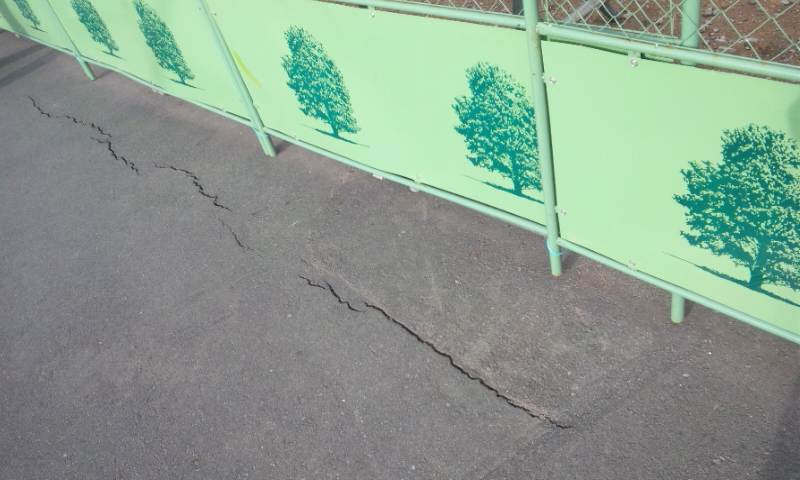
静岡県東部地震（震度4）で発生した地割れの様子。町内では激しい横揺れに見舞われ、屋根瓦が吹き飛び落下するなど家屋の一部損壊2棟の被害があった。

- 1992年（平成4年）：阿弥陀三尊像が国指定重要文化財になる。
- 1993年（平成5年）：柏谷公園が供用開始。
- 1994年（平成6年）：仁田さくら公園が供用開始。
- 1995年（平成7年）：大嵐山の日守山公園が供用開始。
- 1996年（平成8年）：丹那断層公園が供用開始。
- 1997年（平成9年）
  - 肥田に西部コミュニティセンターが竣工。
  - エフエムみしま・かんなみが開局。
  - 三島市と共同運用するみしま聖苑が竣工。
  - 酪農王国オラッチェが開園。
  - 熱函道路が無料開放される。
- 1999年（平成11年）：伊豆新世紀創造祭が行われる。
- 2002年（平成14年）：町営温泉施設の湯～トピアかんなみが開館。
- 2003年（平成15年）
  - 4月1日：函南町制施行40周年を迎える。
  - 畑毛せせらぎ公園が供用開始。
- 2005年（平成17年）7月1日：函南町役場庁舎が竣工[14]。
- 2012年（平成24年）：桑原にかんなみ仏の里美術館が開館。
- 2013年（平成25年）
  - 4月1日：函南町制施行50周年を迎える。
  - 町営図書館と子育支援施設を併せたかんなみ知恵の和館が開館。
- 2014年（平成26年）
  - 東駿河湾環状道路（伊豆縦貫自動車道）が開通。
  - かんなみスポーツ公園が供用開始。
- 2017年（平成29年）5月1日：伊豆ゲートウェイ函南[15]が開業する。
- 2018年（平成30年）
  - 函南町を含む伊豆半島ジオパークがUNESCOの世界ジオパークに認定される。
  - 全国5番目のめんたいパーク伊豆[16]が開業する。
- 2019年（平成31年）4月30日：川の駅伊豆ゲートウェイ函南が開業する。

### 災害史
- 1923年（大正12年）9月1日：関東大震災（関東地震）。町内で死者1人、家屋全潰52戸[6]。
- 1930年（昭和5年）11月26日：丹那断層を震源に、M7.3の北伊豆地震が発生。町内で死者37人、負傷者195人、住家全潰394戸、半潰427戸、付属建物倒壊997棟、建物破損1,102棟、全焼10戸、荒廃林地95町歩[6]。掘削中の丹那トンネルに約2.7メートルのずれが発生[6]。
- 1958年（昭和33年）9月26日：狩野川台風（函南での被害は死者2人、負傷者3人、全壊8戸、半壊93戸、床上浸水 453戸、床下浸水78戸など）[6]
- 1998年（平成10年）8月30日：平成10年8月末豪雨。町内の川が氾濫し、市街地で床上・床下浸水。山間では土砂崩れの多発による犠牲者。甚大な被害。
- 2009年（平成21年）8月11日：駿河湾地震で震度5弱を観測し、負傷者。
- 2011年（平成23年）3月11日：東北地方太平洋沖地震（東日本大震災）に見舞われる。
- 2011年（平成23年）3月15日：静岡県東部地震で震度4を観測。建物・道路・電柱などに被害。
- 2019年（令和元年）10月12日：令和元年東日本台風。畑毛川島排水機場、稲妻排水機場が機能停止して町内が氾濫。市街地で床上・床下浸水。人的被害はなかったが甚大な被害。

## 人口
人口は長年増加傾向にある。2010年（平成22年）の国勢調査の速報値で初めて人口が減少に転じたが、周辺市町も同様に減少しており、減少率は周辺市町よりも小さい。
| |                                        |  |
| 函南町と全国の年齢別人口分布（2005年） | 函南町の年齢・男女別人口分布（2005年） |  |
| ■紫色 ― 函南町 ■緑色 ― 日本全国 | ■青色 ― 男性 ■赤色 ― 女性              |  |
| 函南町（に相当する地域）の人口の推移 \| 1970年（昭和45年） \| 17,738人 \| \| \| 1975年（昭和50年） \| 23,116人 \| \| \| 1980年（昭和55年） \| 28,749人 \| \| \| 1985年（昭和60年） \| 31,922人 \| \| \| 1990年（平成2年） \| 35,191人 \| \| \| 1995年（平成7年） \| 37,375人 \| \| \| 2000年（平成12年） \| 38,611人 \| \| \| 2005年（平成17年） \| 38,803人 \| \| \| 2010年（平成22年） \| 38,571人 \| \| \| 2015年（平成27年） \| 37,661人 \| \| \| 2020年（令和2年） \| 36,794人 \| \| |                                        |  |
| 総務省統計局 国勢調査より |                                        |  |
| 1970年（昭和45年） | 17,738人                               |  |
| 1975年（昭和50年） | 23,116人                               |  |
| 1980年（昭和55年） | 28,749人                               |  |
| 1985年（昭和60年） | 31,922人                               |  |
| 1990年（平成2年） | 35,191人                               |  |
| 1995年（平成7年） | 37,375人                               |  |
| 2000年（平成12年） | 38,611人                               |  |
| 2005年（平成17年） | 38,803人                               |  |
| 2010年（平成22年） | 38,571人                               |  |
| 2015年（平成27年） | 37,661人                               |  |
| 2020年（令和2年） | 36,794人                               |  |

## 行政

### 歴代町長
- 斎藤長徳（1978年 - 1982年）
- 中村博夫（1982年 - 1994年）
- 芹澤伸行（1994年 - 2010年）
- 森延彦（2010年 - 2018年）
- 仁科喜世志（2018年 - 現職）

### 政策
町の政策は、主に第5次函南町総合計画（後期計画：2012年度＜平成24年度＞から2016年度＜平成28年度＞）に基づき、伊豆縦貫自動車道（東駿河湾環状道路）を中心に都市再生整備計画が進められている。町は上記道路の開通を「函南の第三の夜明け」と位置付け、伊豆縦貫自動車道（東駿河湾環状道路）へのアクセス道路の整備や下水道や高架下の公園整備などが進められている。道の駅については、伊豆半島にある近隣の道の駅とともに2015年（平成27年）1月30日に「伊豆半島の特色ある「道の駅」の連携・ブランド化」を理由に重点道の駅に選定されている。

### 地区
- 桑原（くわはら） - 旧桑原村
- 田代（たしろ） - 旧田代村
- 軽井沢（かるいさわ） - 旧軽井沢村
- 丹那（たんな） - 旧丹那村
- 畑（はた） - 旧畑村
- 大竹（おおたけ） - 旧大竹村
- 上沢（かみざわ） - 旧上沢村
- 平井（ひらい） - 旧平井村
- 畑毛（はたけ） - 旧畑毛村
- 柏谷（かしや） - 旧柏谷村
- 仁田（にった） - 旧仁田村
- 大土肥（おおどい） - 旧大土肥村
- 間宮（まみや） - 旧間宮村
- 塚本（つかもと） - 旧塚本村
- 肥田（ひた） - 旧肥田村
  - 新田（しんでん）
- 日守（ひもり） - 旧日守村（旧駿河国）

### 姉妹都市
海外
 カーマン市（アメリカ合衆国 カリフォルニア州）1985年10月12日姉妹都市提携

### 伊豆半島ジオパーク
ジオパークとは、「地球活動の遺産を主な見所とする自然の中の公園」のことであり、県東部の自治体が、伊豆の自然遺産の保護と観光振興などを目的として、2011年に伊豆半島ジオパーク構想を立ち上げ、認定に向けて取り組んできた。2012年に日本ジオパークネットワークへの加盟が認められた。函南町におけるジオサイトは、 丹那断層をはじめとする丹那断層帯が創り上げた地形などがある。

## 経済

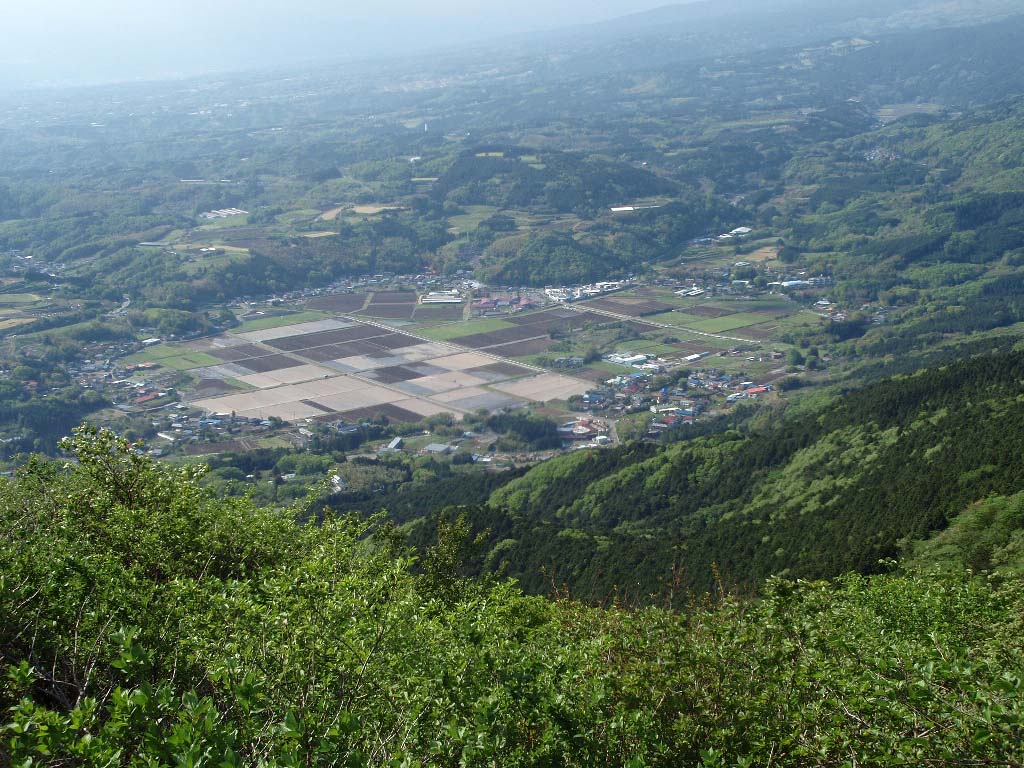
丹那地区の盆地

### 産業
小売業とサービス業が主たる産業でベッドタウンを支える。町内を貫く熱函道路や国道136号沿いに、小売業やサービス業の店舗が集中する。丹那地区は酪農が盛んで明治時代の初めには乳牛の飼育が行われ100年以上の歴史を持つ。製造業としては三島市より2006年秋に山本食品が移転、三島わさび工場を開設。工業としては寺岡製作所が上沢地区に函南工場を置き粘着テープの生産を行っている。

### 特産品
- 丹那牛乳・乳製品   （戦前は、三島牛乳）
1955年（昭和30年）の「丹那牛乳」ブランド立ち上げ以降、函南東部農業協同組合が、静岡県東部地域を中心に販売している牛乳で、学校給食でも広く採用されている。県東部の多くのスーパーで販売されており、地域住民のスタンダードな牛乳となっている。現在では関東一円でも広く販売されている。2007年（平成19年）4月に地域団体商標に登録。
- 函南西瓜 （通称 平井スイカ）
1955年（昭和30年）頃に平井地区の専業農家11名からなる農事研究会が発足し、露地直播放任栽培によるスイカの生産が始まり、1983年（昭和58年）に出荷組合が統合され、函南西瓜組合が誕生し現在に至っている。主にハウス早期・トンネル栽培ものは、静岡県内東部地区のデパートやスーパーマーケットなどに出荷され、ハウス抑制栽培では、京浜市場を中心に共同出荷されている。出荷時期は夏と秋で、特に夏のスイカは6月中旬から8月上旬頃まで、毎年約6万ケースが出荷されており、糖度11度未満は出荷されないとされる。特に平井のスイカは、ツルが付いたまま出荷されるのが特徴で、ツルで常時鮮度がチェックできる。
- イチゴ
町の西端にある塚本や肥田地区で生産されている。収穫時期は1月から5月。品種は紅ほっぺ、章姫、アイベリーなど栽培されている。
- 風の谷のビール
大深度300mの深井戸から汲み上げた富士箱根山系の天然水と、地元で栽培された有機麦芽を使った醸造所で造られている地ビール。ネーミングが偶然にも、ジブリの「風の谷のナウシカ」を連想させるという理由で、東京三鷹市にあるジブリ美術館でも販売されている。
2015年（平成27年）には「アジア・ビアカップ」のライトラガー・瓶ビール部門において、「風の谷ビール ピルスナー」が銅賞を受賞した。
- 養殖鮎
丹那トンネル付近から湧く清らかな水を利用し、毎年約10万匹の鮎が育てられる。1814年（文化11年）に韮山代官江川英毅が殖産事業として始めたもので、2種類の稚魚を放養したのが始まりとされる。1942年（昭和17年）10月、中田真が、現在の場所に養魚池を作り現在に至る。

## 介護・医療

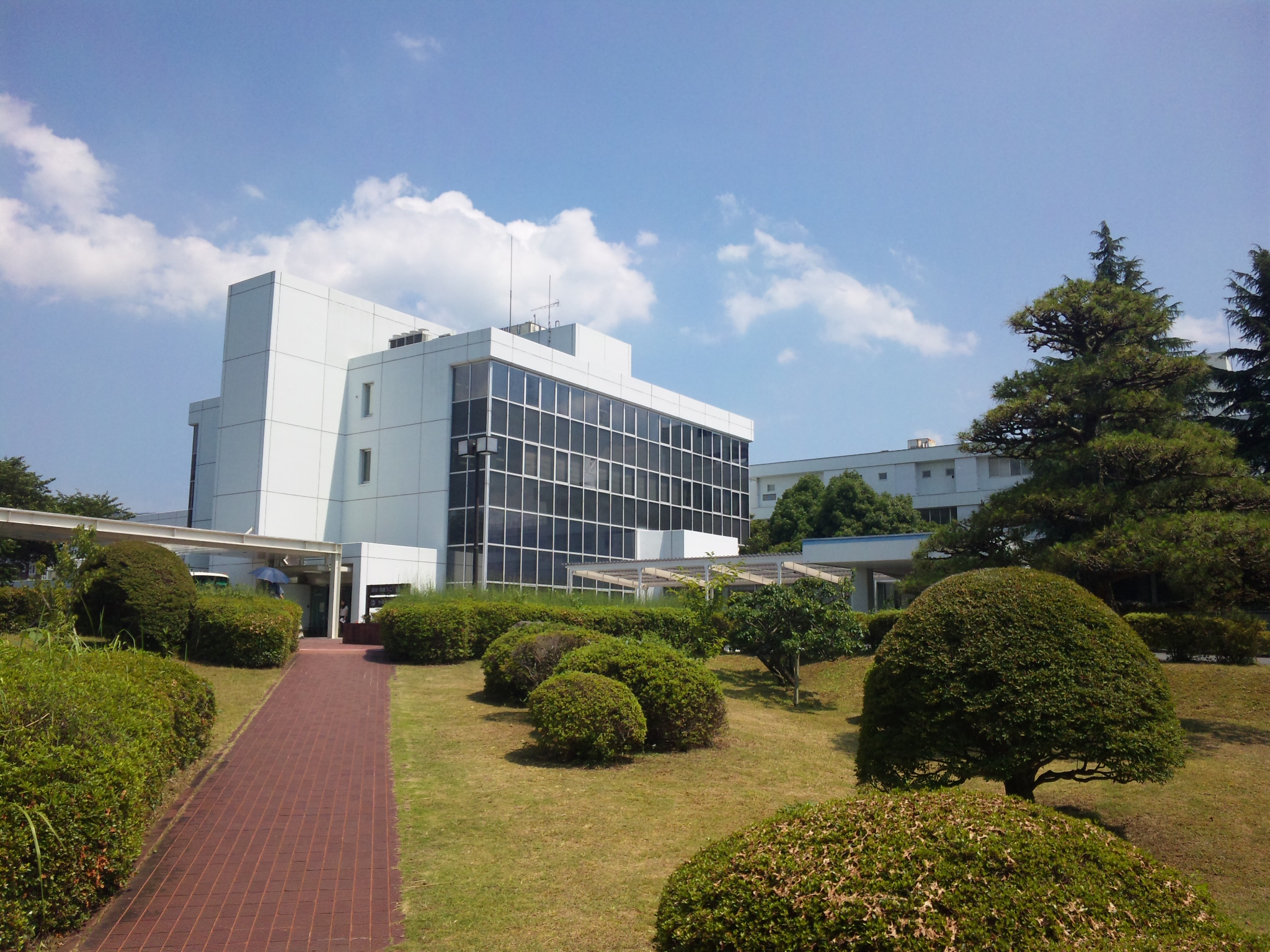
NTT東日本伊豆病院

- 特別養護老人ホームぶなの森
- NTT東日本伊豆病院（旧伊豆逓信病院）
- 住宅型有料老人ホーム シフティーン熱海

## 教育

### 高等学校
- 静岡県立田方農業高等学校
- 日本航空高等学校通信制課程伊豆キャンパス

### 中学校
- 函南町立函南中学校
- 函南町立東中学校

### 小学校
- 函南町立桑村小学校
- 函南町立丹那小学校
- 函南町立東小学校
- 函南町立函南小学校
- 函南町立西小学校

### 幼稚園
- 函南町立丹那幼稚園
- 函南町立二葉幼稚園
- 函南町立間宮幼稚園
- 函南町立自由ケ丘幼稚園
- 函南町立春光幼稚園
- 函南町立みのり幼稚園

### 保育園
- 函南さくら保育園
- 若葉保育園（三島市と共同運用）
- ひまわり保育園
- 仁田マーガレット保育園
- 町立西部保育園
- はなみずき保育園

### 主な文化施設
- 函南町文化センター(旧:函南町中央公民館)
- かんなみ仏の里美術館
- かんなみスポーツ公園 - 広さ22.8ha 多目的広場（主に陸上、野球、サッカー）、テニスコート3面
- かんなみ知恵の和館 - 蔵書収容可能冊数15万冊（開閉架含む）の函南町図書館等複合施設。2019年6月29日には来館者100万人を達成した[21]。

## メディア
- エフエムみしま・かんなみ（通称 ボイスキュー）

コミュニティFMで函南町などが出資している。所在地は三島市。

## 警察・消防
- 警察 - 三島警察署

町全域が三島市にある三島警察署の管轄である。そのため、警察署はないが函南町交番、丹那駐在所、大竹駐在所がある。その他に、警察庁関東管区警察局の通信施設が町内にある。
- 消防 - 田方北消防署

函南町仁田に、駿東伊豆消防本部の田方北消防署がある。

## 交通

### 鉄道

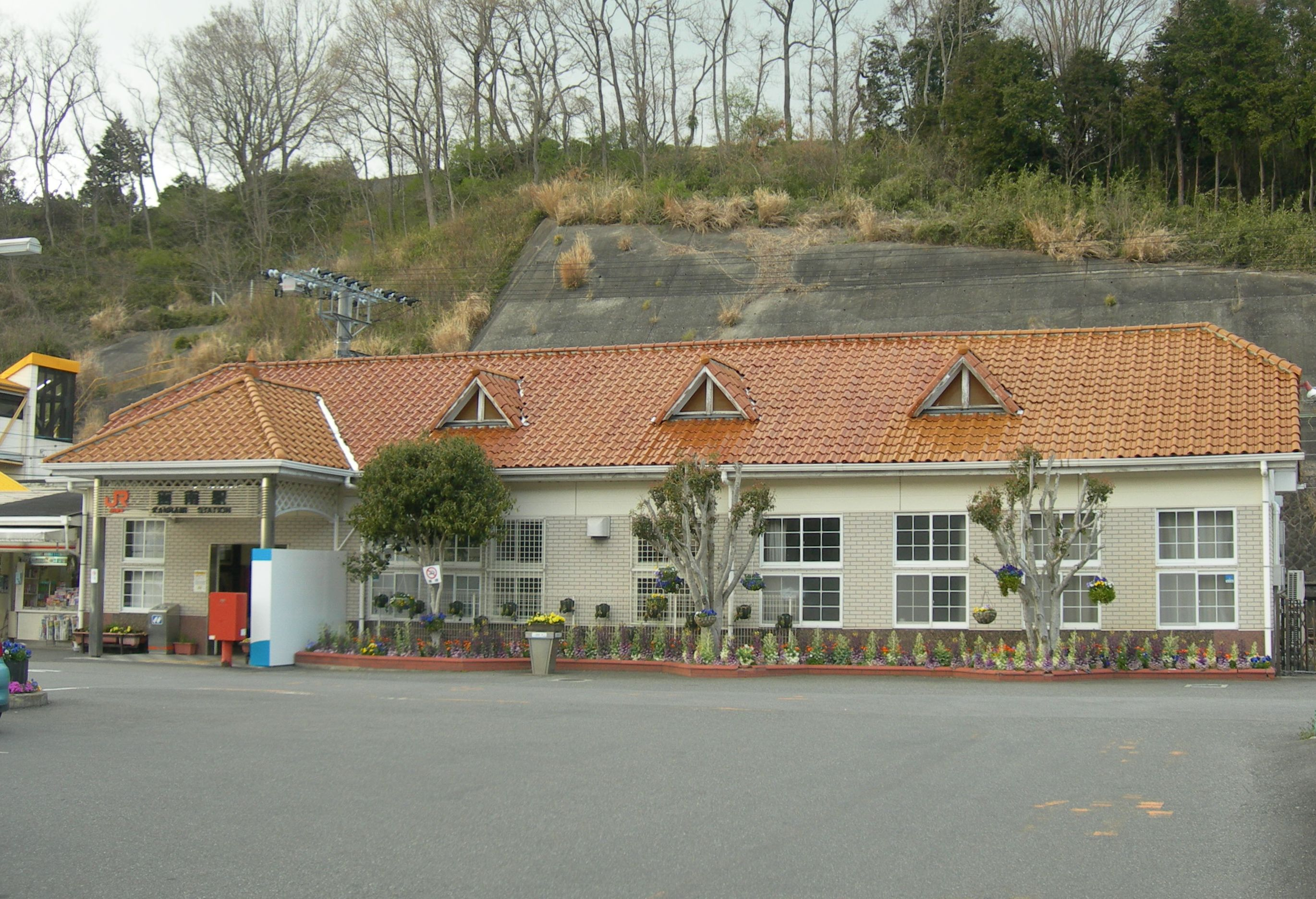
函南駅

JR東海道本線（東海旅客鉄道）
- 函南駅

伊豆箱根鉄道駿豆線
- 伊豆仁田駅

十国峠十国鋼索線（ケーブルカー）
- 十国峠山麓駅 - 十国峠山頂駅

### 路線バス
- 伊豆箱根バス
- 東海バス
- 函南町拠点循環バス

### 道路
高速道路
- 町内に高速道路は通っていない。町内から東名高速道路・新東名高速道路へは、伊豆縦貫自動車道を経由する必要がある。

有料道路
- 国道136号（伊豆中央道）
- 伊豆スカイライン
- 湯河原パークウェイ

国道
- 国道1号
  - 伊豆縦貫自動車道（東駿河湾環状道路）
    - 大場・函南IC、函南塚本IC
- 国道136号

県道
- 静岡県道11号熱海函南線（通称 熱函道路）
- 静岡県道20号熱海箱根峠線
- 静岡県道129号韮山伊豆長岡修善寺線
- 静岡県道135号田原野函南停車場線
- 静岡県道136号函南停車場反射炉線
- 静岡県道138号御園伊豆仁田停車場線
- 静岡県道139号原木沼津線
- 静岡県道141号清水函南停車場線

## 主な名所・旧跡・観光スポット

### 施設
- 月光天文台 - プラネタリウム・ジオワールド（地学展示室）、コスモワールド（天文展示室）を備えた施設。定期的に、天文観測会を行う。
- かんなみ仏の里美術館 - 阿弥陀三尊像を含む24体の貴重な仏像群と郷土資料を常設展示する施設。
- 酪農王国オラッチェ

函南町の丹那盆地にある酪農をテーマとした観光施設。主に安心・安全で新鮮な地元の食材にこだわった乳製品や地ビール（アジアビアカップ2015ライトラガー部門において「風の谷ピルスナー」が銅賞受賞）などを製造しており、予約をすれば製造工程を見学することができる。また、乳食品の手作り体験やレストランでの食事も楽しめる。朝採り新鮮野菜市も行われている。
- 道の駅伊豆ゲートウェイ函南 - 伊豆の玄関口としてオープンした道の駅。「サイクリストの聖地」を目指している。川の駅伊豆ゲートウェイ函南も2019年4月30日にオープンした。

### 温泉
- 畑毛温泉 - 国民保養温泉地に指定されている温泉。歌人 若山牧水「長湯して飽かぬこの湯のぬるき湯にひたりて安き心なりけり」と畑毛温泉を詠んだ歌がある。

#### 日帰り温泉
- 富士見館 湯治
- 伊豆畑毛温泉 誠山
- 湯〜トピアかんなみ - 町営の大型温泉施設。源泉63度の天然温泉。

### アウトドアドア・スポーツ
- 木立キャンプ場 - 箱根山の南に広がる函南原生林に続く、森林地帯に位置するキャンプ場。
- 函南グライダーパーク - 富士山を望みながら大空を飛べる。
- かんなみスポーツ公園 - 多目的運動広場、テニスコート。
- 柏谷公園 - 柏谷横穴群、野球場、芝生広場のある町内で最も広い公園。

#### ゴルフ場
- 凾南ゴルフ倶楽部
- かんなみスプリングスカントリークラブ - 信金イメージキャラクターの石川遼選手が信金のコマーシャル撮影を行った。

### 展望
- 十国峠 - 関東・東海の十国を一望でき、気象条件によっては東京タワーや東京スカイツリーが見える[22]。
- 日守山公園 - 山頂にある公園で富士山や箱根山、田方平野が一望できる。
- 函南町役場8階展望ロビー - 役場が高台の上にあることから、展望ロビーより北伊豆地域全体が一望できる。

### 自然
- 函南原生林

函南町北東部来光川の源流部に位置する標高460 - 680mの約14.0haの地域。鞍掛山の南西斜面に広がる原生林で、樹齢100年前後と思われるヒメシャラ・ブナ・イヌシデなど温帯林の代表種や、推定樹齢500年以上ともいわれるアカガシなど、目をみはるような巨樹も点在している。学術的に首都圏の近くに原生林が残っていることは希少である。江戸時代は幕府領であったが明治13年に民有林となり、現在箱根山禁伐林組合の管理下で入山禁止となっている。
- 丹那断層 - 昭和初期に北伊豆地震を起こした全長30kmにも及ぶ丹那断層帯の代表格で、ズレが明瞭な場所として、研究者の間で知られる。国の天然記念物。
- こだま石 - 伊豆七不思議のひとつで平井地区の山中にある大きな岩。小説『丹那山の怪』のモデルにもなった。

### 文化財
- 桑原薬師堂阿弥陀三尊像

1991年（平成3年）に大英博物館で開催された「日本の鎌倉時代展」の代表作品として出展されたこともある阿弥陀三尊像。鎌倉時代の仏師を代表する運慶の一門「慶派」の実慶が、鎌倉時代初期（12世紀末 - 13世紀初頭）に作ったもので、保存状態も良く、この時代の特徴をよく示していることから国の重要文化財に指定されている。中でも当初の状態が残る蓮華座（阿弥陀如来の台座）は、鎌倉時代初頭の蓮華座の特徴をよく表すものとされ、後世の阿弥陀如来の顔面の彫り直しが無ければ国宝であったと高く評価されている。現在、旧桑村小学校跡地に阿弥陀三尊像を含めた郷土資料を展示するかんなみ仏の里美術館に常設展示されている。
- マリア観音

興聖寺の本堂に江戸時代に隠れキリシタン が命がけで崇拝した「マリア観音像」がある。全国でもほとんど残っていない貴重なマリア観音像で、抱かれているキリストの額には十字架がつけられている。町指定文化財。
- 大鹿の襖絵 - 上記、興聖寺にある杉戸に、着色雌雄一対の大鹿と朱も色鮮やかに残るもみじが描かれている。町指定文化財。
- 磨崖仏（まがいぶつ） - 丘陵の岸壁や巨岩に彫刻された仏像。畑毛温泉フジタウン内の三宝大荒神境内にある。町指定文化財。

### 寺社・旧跡
- 火雷神社断層 - 北伊豆地震の断層。地震でずれた石段と鳥居が当時のまま保存されている。町指定天然記念物。
- 火雷神社の社叢 - タブノキ、カエデ、オガタマノキなどから形成された社叢。タブノキの大きさは県下2位。町指定天然記念物。
- 春日神社のクス - 推定年齢約850年のクスノキの大木。県指定天然記念物。東海道線函南駅から北西へ約800mほど、新幹線の線路脇にある。
- 天地神社のクス - 推定年齢約950年のクスノキの大木。県指定天然記念物。
- 双体道祖神 - 伊豆地方では珍しい双体型の道祖神 。旧田代村に1717年（享保2年）に建てられた。町指定有形民俗文化財。
- 箱根旧街道 - 旧東海道の江戸時代の石畳や松並木、一里塚が散見できる。

### 墓所・古墳
- 柏谷横穴群（柏谷百穴） - 6世紀から8世紀頃の古墳時代後期の横穴墓の遺跡群。
- 木戸古墳 - 柏谷横穴群の西側にある前方後円墳。
- 瓢箪山古墳 -伊豆半島最大級の前方後円墳。
- 仁田四郎忠常の墓 - 平安時代末期から鎌倉時代初期にかけての武将で、源頼朝の旗挙げから2代頼家と仕えた。
- 北条宗時の墓
- 高源寺 - 源頼朝が文覚上人と源氏再興の作戦計画を練ったとされる寺。
- 八重窪横穴群 - 大竹公民館の裏山にある横穴群。現在33基程確認されており、学術的にある程度評価されているが、保存状態が悪い。町指定文化財。
- 中里横穴群 - 茶臼山にある横穴群で、狩野川左岸の北江間横穴群を中心とした地域で、最大かつ中心的な横穴群だが、保存状態が若干悪い。町指定文化財。
- 大場の久八の墓 - 間宮出身。本名は、森久治郎。渡世人で慈善家。品川のお台場の工事に貢献。「台場の親分」と仰がれた。慈善活動に熱心で、安政地震で全国から義援金を集めたり、三宅島の救貧に力を入れた。またディアナ号の乗組員も援助した。広渡寺に墓がある。

### その他
- 南箱根ダイヤランド - 玄岳の西山麓、県道11号（熱函道路）の南方、富士箱根カントリークラブの北方に広がる、自然豊かな24時間警備の高級別荘地。平井地区・丹那地区・畑地区の南方にまたがり、別荘地内には、レストラン・コンビニのセブンイレブンの店舗もある。

## 主な祭事・催事
- 環境フェア - 生活環境を見直し資源の有効活用、ゴミの減量化などを考える。6月実施。
- トウモロコシ畑の巨大迷路（酪農王国オラッチェ） - 7月下旬-8月。
- 猫おどり - 丹那盆地周辺に伝わる民間伝承を基に、作られた創作ダンス。何らかの猫のコスプレが必須。
- かんなみワクワク狩野川まつり - 函南町最大の祭りで、上記、猫おどりコンテストを開催する。8月実施。
- 丹那盆地まつり - 山間地の生産物および牛乳を内外に宣伝し都市住民との交流を促進する。8月実施。
- 函南町みどりまつり - 花と緑で安らぎのある街つくりを図るため苗木、草花の種子などを無料配布。8月実施。
- かんなみ商工まつり - 11月。
- ふれあい広場 - 地域の人々が互いの連帯感と助け合いの輪を広げる。11月実施。

## 出身著名人
- 大石慎之介（プロバスケット選手）
- 稲葉義泰（軍事ライター・国際法研究者）
- 内田篤人（元プロサッカー選手）
- 立川嶺（プロサッカー選手）
- 杉村喜光（雑学ライター、作詞家、ラジオパーソナリティ）
- 細根誠（ブリーフ&トランクス）
- 露木清（元伊勢丹会長）
- 安藤龍（タレント）
- 堀井哲也（社会人野球監督）
- 加藤嘉一（コラムニスト
- 仁田大八郎（田方農林学校の創立者、仁田四郎忠常を遠祖とする。）
- 大隅正人（元プロ野球選手）
- 近藤秀一（元陸上競技選手）

## 函南町に関係する作品
- 1954年公開の黒澤明監督作品である「七人の侍」の冒頭で、野武士が見下ろした部落は下丹那地区である。また、映画「蜘蛛巣城」でもロケ地として使われている。
- 1991年に出版された鈴木光司によるホラー小説『リング』では、怪異の発端およびクライマックスの舞台として、函南町に所在する南箱根ダイヤランドをモチーフとした宿泊施設「南箱根パシフィックランド」が登場し[23]、周辺の具体的な地名が小説中に登場する。ただし、1998年や2002年の映画では、舞台は伊豆やアメリカ西海岸に変更されている。
- 2005年のテレビアニメ『絶対少年』の物語前半は、地名こそ架空の名称に置き換えられているものの、丹那盆地周辺が舞台のモデルとなっている[24]。
- 2003年のTBSドラマ『笑顔の法則』のドラマ内で、柚原和也（西島秀俊）が倉沢祐美（竹内結子）に告白した場所は、塚本にある満宮神社がロケ地である。
- 2007年のTBSドラマ『華麗なる一族』のドラマ内で、万俵鉄平（木村拓哉）と三雲祥一（柳葉敏郎）が猪に出会った丘は、伊豆スカイライン玄岳付近がロケ地である。また、ドラマ「おひとりさま」でも、沢井君香（松下奈緒）が車のキーを無くしたと神坂真一（小池徹平）に嘘を言った場所にも使われた。
- 2009年のTBSドラマ『おひとりさま』のドラマ内で、神坂真一（小池徹平）と沢井君香（松下奈緒）がドライブで走っていた道が、伊豆スカイラインであり、玄岳ドライブイン付近がロケ地である。
- 江見水蔭による小説で、伊豆七不思議のひとつで函南町平井にある「こだま石」をモチーフにした小説『丹那山の怪』を発表している。
- 吉村昭による小説で、丹那トンネルの難工事を克明に描いた作品である「闇を裂く道」がある。
- 踊る大捜査線シリーズで知られる本広克行が監督を務める、青春映画『幕が上がる』が函南町文化センターで撮影された（2015年2月28日公開）。
- 2017年に集英社の週刊少年ジャンプ14号から始まり、単行本、アニメ化したDr.STONEのおよそ3700年後の世界で舞台になったと思われる。はっきりとした証拠はないが少なくとも箱根から西伊豆の方にかけて舞台になっているということより函南も含まれている可能性はおおいにある。
- 2018年のテレビ朝日ドラマ『相棒』シーズン17の第5話「計算違いな男」で、月光天文台が撮影場所として使われた。
- 2018年のテレビ東京ドラマ『執事西園寺の名推理』第2話「星空の殺人事件…! 月の写真が秘めた謎!? セレブ一族の亀裂!」で、月光天文台が撮影場所として使われた。
- 2019年のNHK連続テレビ小説『なつぞら』で、奥原なつ(広瀬すず)が東洋動画スタジオの同僚とピクニックへ出かけた場所は、原生の森公園がロケ地である[25]。

## 備考
- 函南町上沢には「新幹線区」と呼ばれる地区があり、住所は「函南町上沢」、自治会や地区の名称が「新幹線区」となっている[26]。ここでいう「新幹線」は第二次世界大戦前の弾丸列車の通称のことであり、1918年に着工した丹那トンネルの工事に従事した国鉄社員らが住み始めて集落が形成されるきっかけとなった[26]。「上沢誌」によると「新幹線区」として函南町に認められたのは新幹線開業前の1954年のことである[26]。その後は新丹那トンネルの工事が進み、1964年に新幹線が開業すると、国鉄社員らは新しい職場へ移ったため官舎は払い下げられた[26]。
- 函南町平井にNTT東日本の療養施設であるNTT東日本伊豆病院があるが、函南町を含め静岡県全域はNTT西日本の管轄である。
- 環境保全の一環として、2009年（平成21年）7月1日から町内5つのスーパーマーケットを対象にレジ袋が有料化になった。
- 地域振興策として函南町を含めた伊豆半島の自治体を対象にご当地ナンバー「伊豆」が2006年（平成18年）10月10日より導入された。
- 熱海～函南間を貫く「丹那トンネル」の名は、トンネルの測量隊が丹那盆地に滞在した際に、この地の有力者であった川口秋助に手厚くもてなされた事に感謝して発案された。